# أبو همامة (حمص)
تقع قرية أبو همامة في محافظة حمص بسوريا وتبعد حوالي 38 كيلو متر عنها وتبعد عن سد الرستن حوالي 16 كيلو متر شرقًا. يوجد فيها ضريح صدي بن عجلان (أبو إمامة الباهلي) وهو من رواة الحديث يعمل أهلها في زراعة الزيتون واللوز. يسكن معظم أهلها في المدينة بينما يقيم المتقاعدون وكبار السن في القرية.